# Our father
Our father es el décimo segundo episodio de la tercera temporada de la serie de televisión Héroes producida por la cadena NBC.
Los escritores Joe Pakoski y Aaron Eli Coliete han confirmado que, hay una escena eliminada en donde Arhtur viaja a encontrar a Molly Walker le roba sus poderes y encuentra al catalizador. Dicha escena estará disponible en el DVD de la tercera temporada.

## Argumento
Hiro y Claire son testigos del pasado y ven como Kaito Nakamura le entregó una bebé a Noah Bennet. Hiro escucha la voz de su madre, Ishi Nakamura, y va a ver dentro de la casa. Los dos son testigos del poder de curación de su madre al sanar a una paloma enferma y se da cuenta de que puede recuperar sus recuerdos con ella. También escuchan una conversación donde Kaito e Ishi conversan en inglés. Hiro entiende que su madre poseía en su interior el catalizador antes de que lo poseyera Claire y descubren que quiere darle a Hiro el catalizador antes de morir. Kaito piensa que Hiro es muy irresponsable y planea dárselo ala bebé, que realmente se trata de Claire. Claire va con sus padres para ver qué le permitió obtener el catalizador, mientras que Hiro va a recuperar sus recuerdos con la ayuda de su madre.
En el presente, el solitario Sylar y el cadáver de Elle se encuentran en una playa en Costa Verde. Sylar planea poder utilizar los contactos del teléfono celular de Elle para encontrar a seres humanos con poderes. Gracias a la lista de contactos visita a una mujer llamada Sue Landers a la que mata y le roba su poder de detección de mentiras, con el objetivo de averiguar si Arthur y Angela son realmente sus padres. 
En La Compañía (Héroes), Angela le da a Peter un arma y le dice que vaya con el haitiano a matar a Arthur, y que la única forma de matarlo es con un disparo en su cabeza. Peter no parece mostrarse comprensivo, pero tanto el haitiano como Angela le dicen que matar Arthur es la única manera de detener todo. También el haitiano hace mención de que Arthur es demasiado poderoso para que sus poderes sean bloqueados por mucho tiempo, a lo que Peter finalmente dice «comprender». 
En Pinehearst Nathan Petrelli llega para ponerse a cargo del puesto, dispuesto a ayudar y acepta a ser regañado por Arthur. Nathan entonces habla con un infante de marina llamado Scott, que es una de las personas destinadas a recibir la fórmula, y comprende sus motivaciones para ser un voluntario. 
En el pasado, Hiro, quien es confundido con un chef de cocina, intenta cocinar tamagoyaki para su madre, pero al no saber cómo cocinarlo, le hace unos waffles. Este mantiene una conversación con ella y la convence de que realmente es su hijo, y ella se compromete a tratar de utilizar su poder curativo para restablecer sus recuerdos. Y tiene éxito, Hiro recibe de vuelta sus recuerdos. Entonces Hiro la persuade esta vez para darle el catalizador en lugar de dárselo a Claire. Ella acepta, y tras darle el catalizador, muere.
Claire, pretendiendo ser la sobrina de los vecinos, ayuda a su madre adoptiva en el cuidado de la bebé, (quien realmente es ella misma). Mientras está en casa, se encuentra con Noah, quien conoce a los vecinos diciendo que no tienen una sobrina. Claire le dice que ella está allí para proteger a la familia y le dice lo suficiente sobre el futuro. Cuando Claire llama a la bebé "Osita Claire", Noah sospecha que Claire sea una persona con poderes, y confía en ella. 
Hiro y Claire se reúnen en la azotea, pero en ese momento llega Arthur y le roba a Hiro su poder y el catalizador, y finalmente lo tira por la borda. Arthur manda a Claire de vuelta a su tiempo diciéndole que le entregue el mensaje a Angela de que él ha ganado, y luego vuelve teleportándose a Pinehearst, donde añade el catalizador a una cubeta con la fórmula. Hiro quien había sido dado por muerto, no lo está, ya que se había agarrado a un asta de bandera. 
En Nueva York Matt, Ando y Daphne tratan de conseguir el libro de bocetos de Isaac Méndez que había sido extraviado en la empresa de mensajería. El mensajero que lo había robado huye en bicicleta, y se ven en la obligación de perseguirlo, hasta que Daphne lo atrapa con su velocidad. Revisando los bocetos encuentran una historia que revela la situación en la que se encuentra Hiro, colgando del asta a punto de morir. Ando, Daphne, y Matt deciden utilizar la fórmula en Ando para intentar darle el poder de viajar en el tiempo y así poder rescatar a Hiro. Tan sólo necesitan saber cómo encontrar la fórmula para obtener el poder. 
Mohinder inyecta al infante de marina voluntario, Scott, para poner a prueba la fórmula. En ese momento algo perturba los sentidos de Arthur y va a su oficina para encontrarse con que Peter quien lo está esperando. EL trata de desarmarlo, pero sus poderes son bloqueados por el haitiano. Sin embargo, Arhtur es demasiado poderoso para que el haitiano le bloquee los poderes durante mucho tiempo y le implora a Peter que le dispare. Arthur intenta atraer a Peter diciéndole que pueden usar la fórmula para restaurar sus poderes, pero Peter se niega. Cuando el Haitiano colapsa, Arthur recupera sus poderes de nuevo, y en ese momento Peter dispara, pero la bala no atraviesa la cabeza de Arthur, sino que se queda suspendida en el aire, mostrando que es Sylar quien la ha detenido y ha salvado a Arthur. Sylar, quien mantiene paralizado a Arthur le pregunta si es su padre. Cuando Arthur dice: "Sí", Sylar descubre que está mintiendo gracias al poder que acaba de conseguir. Sylar le dice a Peter que es normal que le cueste matar a su padre ya que el no es un asesino, pero el (refiriéndose a sí mismo) si lo es, tras esto impulsa la bala a lo largo de su trayectoria original, pasando a través de la cabeza de Arthur causándole la muerte. Tras la muerte de Arthur el catalizador deja su cuerpo. Sylar deja vivo a Peter diciéndole que al no poseer poderes ya no tiene nada que necesite. Cuando Sylar huye Peter envía el haitiano tras él. Mientras tanto, en el laboratorio, la prueba de la fórmula en Scott es un éxito y recibe una fuerza sobrehumana.